# Annamarie Jagose
Annamarie Jagose (Ashburton, 1965) é uma acadêmica LGBT e escritora de obras de ficção.

## Vida e carreira
Nasceu em 1965, em Ashburton, na região de Canterbury, centro-leste da Ilha Sul, na Nova Zelândia. Obteve seu doutorado, na Universidade Victoria de Wellington, em 1992, e trabalhou no departamento de Inglês com Estudos Culturais da Universidade de Melbourne antes de retornar à Nova Zelândia, em 2003, onde foi professora no Departamento de Cinema, Televisão e Estudos de Mídia na Universidade de Auckland e foi chefe de departamento de 2008 a 2010.
De 2011 a 2016, foi diretora da Escola de Literatura, Arte e Mídia da Universidade de Sydney e, em 2017, assumiu o cargo de reitora da Faculdade de Artes e Ciências Sociais da Universidade. Tem sido objeto de polêmica recente em seu cargo administrativo na Universidade de Sydney por iniciar uma reestruturação da Universidade à luz da pandemia de COVID-19, que poderia resultar na demissão de 30 por cento do pessoal.

## Prêmios e honras
- 1994: prêmio "Melhor Primeiro Livro" da NZSA por In Translation
- 2004:
  - Medalha Deutz de Ficção no Montana New Zealand Book Awards por Slow Water
  - Vencedora do Prêmio Vance Palmer de Ficção por Slow Water
  - Selecionada para o Prêmio Literário Australiano Miles Franklin por Slow Water
- 2015: eleita membra da Academia Australiana de Humanidades (Australian Academy of the Humanities)[6]

## Trabalhos selecionados
- Lesbian Utopics (Nova Iorque: Routledge, 1994, ISBN 978-1-13-665462-6)[7]
- In Translation (Wellington: editora da Universidade de Vitória e Sydney: Allen and Unwin, 1994, ISBN 978-0-86-473275-0)[8]
- Queer Theory: An Introduction (Nova Iorque: editora da Universidade de Nova Iorque, 1996, ISBN 978-0-81-474234-1)[9]
- Lulu: A Romance (Wellington: editora da Universidade de Vitória e Sydney: Allen and Unwin, 1998, ISBN 978-0-86-473332-0)[10]
- Inconsequence: Lesbian Representation and the Logic of Sexual Sequence (Ithaca: editora da Universidade Cornell, 2002, ISBN 978-1-50-172583-8)[11]
- Slow Water (Wellington: editora da Universidade de Vitória e Sydney: Random House, 2003, ISBN 978-0-86-473450-1)[12]
- Orgasmology (Durham: editora da Universidade Duke, 2013, ISBN 978-0-82-239752-6)[13]